# 土山岛
35°59′2″N 116°11′2″E / 35.98389°N 116.18389°E
土山岛也叫聚義島，其上的土山也称土地山、阜山或无影山。土山岛是东平湖中心的一个岛屿，海拔50.6米。是东平重要的旅游景点。

## 建筑
- 藏门寺，后建为观音堂。原有一大钟，与东平州的大钟为“姊妹钟”。1958年寺院拆除，但遗址尚在。
- 洄源亭遗址。
- 土山岛残碑13方，为县级文物保护单位。

## 村落
岛上原有土山村，但抗战之后东平湖恢复蓄水，为保证汛期安全，该岛居民已迁往东金山。